# カニメガ大接戦!
『カニメガ大接戦!』（カニメガだいせっせん）は、なかま亜咲による漫画作品。月刊4コマ漫画雑誌『もえよん』のち『Men'sYOUNG』（ともに双葉社）、さらに『まんがタイムきらら』（芳文社）、『ハルタ』（KADOKAWA）にて連載の4コマアクションギャグ漫画である。

## 概要
当初は『もえよん』2004年12月号（2004年11月9日発売・通算第5号）に読切ゲストとして掲載、その後、読者投票による人気を得て2005年2月号（1月8日発売・通算第7号）より連載を開始し、最終号（第13号）まで続いた。『もえよん』は2005年7月9日発売の8月号をもって休刊してしまったが、本作は同社の別雑誌『Men'sYOUNG』にて2006年1月28日発売の2006年2月号より連載を継続したものの、移籍連載開始翌月の3月号より作者都合のため休載。後に芳文社『まんがタイムきらら』に再移籍して2006年11月号より連載を再開するも、2007年4月号から長らく休載中となっていた。
しかし2014年6月13日発売の『ハルタ』（KADOKAWA）volume15に販促小冊子として全話収録した形で付属される予定が『ハルタ』のTwitter公式アカウントで発表され、（『ハルタ』にはなかま亜咲による漫画「健全ロボ ダイミダラーOGS」が連載中であった）小冊子配布後は、なかまの時間が空いた時点で完全版として単行本化されるという。販促小冊子はKADOKAWA（エンターブレインBC）運営のネットショップ・ebtenと特定の書店で対象号を購入した場合のみ付属した（一部書店では無料配布している場合もあり）。
「健全ロボ ダイミダラーOGS」連載終了後、2017年7月15日発売の『ハルタ』volume 46より完結編3話が連載され、同年8月10発売の『ハルタ』volume 47にて完結。同日に単行本が発売された。

## あらすじ
“拳で語る”高校一年生・大宜見小五郎。今日も喧嘩に明け暮れていた彼は、突如現れた巨乳の女生徒に襲われる。辛うじて勝利した大宜見は彼女から学園が乗っ取られてしまったことを告げられ、助力を乞われる。そしてその直後に「四天王」を名乗る敵が現れ戦いの火蓋が切られた。「四天王」を倒した大宜見は、改めてカニメガと名乗る女生徒の願いを聞き入れ、「ペンギン番長」率いるペンギン帝国と戦うことを決意する。かくして、大宜見は親友の新垣と共に、他校の抗争に自ら飛び込むこととなった。
この物語は、北谷（ちゃたん）第三高校の支配を目論むペンギン帝国と、それを迎え撃つ大宜見・カニメガの熱い激突を描く、お色気あり・アクションあり・お笑いありの4コマ漫画である。

## 登場人物

### カニメガ側
大宜見小五郎（おおぎみ こごろう）
“拳で語る”北谷第二高校一年生。見た目はツンツンヘアーに白い鉢巻を締めており、眼光が鋭い。喧嘩にめっぽう強く、その強さをカニメガに見込まれて、第三高校の抗争に参戦する。性格は好戦的かつ“すけべー”。特技は格闘しながらメジャー（巻尺）で相手のスリーサイズを測ること（ただし、女性相手に限る）。ダメージを受けて意識を失うと芸術的な素早さで敵の服だけを完膚なきまでに切り刻む（ただし、これも女性相手に限る）。必殺技は、対四天王用に開発した鉄扉をも砕く「小五郎パンチ」。ただし、一発撃つと右手がオシャカになる。
照屋カニメガ（てるや カニメガ）
巨乳で美人の北谷第三高校三年生。腰まで届く長い髪と、上から90・58・70（大宜見測定）のナイスバディが特徴。女生徒ながらにペンギン番長にひとり叛旗を翻し、四天王に対抗すべく大宜見らに協力を求めた。1対1であれば、クチバシ四天王が相手でも互角に渡り合うことが出来る実力者。
カニメガとは、沖縄県における古い女性名で、現在も年配の女性にみられる。
新垣智明（あらかき ともあき）
北谷第二高校一年生で、大宜見の親友。細い目、いわゆる“糸目”が特徴。腕っぷしは強い方ではなく、もっぱら大宜見に助言を与える軍師 (?) 役。様々なフェチの塊であるばかりでなく、オタクの気もある様である。カニメガに化けたペンギンコマンダーによって拉致されるも、大宜見とカニメガによって救出される。

### ペンギン側
ペンギンコマンダー
ペンギン帝国の尖兵となるべく生み出された人造人間 (?)。見た目は8頭身のペンギン。一人一人は大したことは無いが、群れをなしても大したことは無い、雑魚の中の雑魚。ただし、大宜見ですらただならぬ気配を感じ取るほどの“すけべー”集団。敵の姿に完璧に化けることが出来るが、戦闘能力自体はやっぱり雑魚。
ツバメの喜屋武（ツバメのきゃん）
クチバシ四天王のリーダーで、発勁使い。本名は喜屋武重信（きゃん しげのぶ）。比嘉を越えるかと思えるスピードと攻撃力を持ち、必殺技は発勁技「ツバメ・オーラ」。「ツバメ・オーラ」は全開だと本人の命を奪う“見せ技”になってしまい、半開だと何故か着ている服が全て吹き飛んでしまう。精神（こころ）は常にツバメらしいが、思い描いているツバメ像は、実はカモメである。
ニワトリの比嘉（ニワトリのひが）
クチバシ四天王の一人で、四天王中最速を誇る。本名は比嘉修（ひが おさむ）。体格の良い男で、ニワトリの頭をかたどったマスクを被っている。大宜見たちの前に最初に現れた四天王である。素早い動作で攻撃を行い、必殺技は相手の周りを高速回転しながら攻撃を叩き込む「コケコッコ・アタック」。
カラスの安里（カラスのあさと）
クチバシ四天王の一人で、パワーに優れる。顔はかわいく、上から78・54・80（自己申告）の微乳。本名は安里しぃ（あさと しぃ）。身体にフィットしたジャケットとスパッツに、「通水カップ」（トイレの詰まり解消などに使う、棒の先に大きな吸盤が付いた道具。一般に「スッポン」などとも呼ばれる）状の武器を持っていて、巨大な岩などを持ち上げたり投げ飛ばして攻撃する。必殺技は、怪力で鯖折りの様に相手を抱きすくめる「しぃブリーカー」、真の強者にしか会得できない「烈風ペンギン突き」。微乳・スパッツ・敬語で無意識に男どもの“すけべー”心を煽りまくり、大宜見はもちろん、時には味方の“すけべー”攻撃の被害に遭っている。キス好き。
？？？（姓名・通り名不詳）
クチバシ四天王は4人居るはずなのだが、残る一人は山篭り中で休学している。
ペンギン番長（ペンギンばんちょう）
クチバシ四天王やペンギンコマンダーらを操って北谷第三高校を支配する謎の存在。生徒達を洗脳して「ペンギン帝国」建設を目論む。現在掲載されている14話までには登場していない。後のペンギン帝王でもある。そのため容姿については不明のままであったが、「ダイミダラーOGS」での帝王の回想にて学ランと学帽を身に着けた姿であったことが明かされた。
南極0号
ペンギン番長からクチバシ四天王に戦力増強として届けられた等身大の試作ロボット。飛行能力を持ち、胴体内にはミサイルランチャーと、触手が内蔵されている。一体で四天王3人を圧倒する戦闘能力を有す。なお後日談の「火星ロボ大決戦！」では南極1号のベースとなった機体とされている。

## 書籍情報
- なかま亜咲 『カニメガ大接戦！』KADOKAWA（ハルタコミックス）、全1巻
  1. 2017年8月10日発行、同日発売 ISBN 978-4-04-734620-8

## 関連作品
- 火星ロボ大決戦! - なかま亜咲によるロボットバトル漫画。本作と同じ世界観を持っているが、時系列的には本作より未来の物語である。ペンギンコマンダーやペンギン帝国など、一部の登場キャラクターや設定がリンクしている。
- 健全ロボ ダイミダラー - 同じくなかま亜咲によるロボットバトル漫画。「火星ロボ大決戦!」とは平行世界の関係にある。